# 25-та зенітна дивізія (Третій Рейх)
25-та зенітна дивізія (нім. 25. FlaK-Division) — зенітна дивізія Вермахту, що діяла протягом Другої світової війни у складі Повітряних сил Третього Рейху.

## Історія з'єднання
25-та зенітна дивізія сформована 1 квітня 1944 року в Мілані шляхом реорганізації командування зенітних військ «Південь» і підпорядковувалася 2-му повітряному флоту.
Зона відповідальності дивізії включала північ Італії з усіма засобами протиповітряної оборони в цьому регіоні, з особливим акцентом на райони Мілана та Брешії. У грудні 1944 року штаб дивізії передислоковано з Мілана до Брешії. Таким чином, район дій дивізії перемістився в район Брешія-Бергамо-Тренто.
Загалом за час бойових дій з квітня 1944 до травня 1945 року дивізія відзвітувала про понад 1 000 збитих літаків противника. На початку травня 1945 року, після капітуляції групи армій «С» особовий склад дивізії потрапив до британського військового полону.

## Райони бойових дій
- Італія (квітень 1944 — травень 1945)

## Командування

### Командири
- генерал-лейтенант Вальтер фон Гіппель (1 квітня 1944 — 10 лютого 1945)
- оберст Оскар Форбугг (нім. Oskar Vorbrugg) (10 лютого — березень 1945)
- оберст Альфред Томас (нім. Alfred Thomas) (березень — 2 травня 1945)

### Підпорядкованість
| Час       | Корпус | Командування/Флот                         | Штаб            |
| --------- | ------ | ----------------------------------------- | --------------- |
| 1944      |        |                                           |                 |
| 1 квітня  |        | 2-й повітряний флот                       | Північна Італія |
| липень    |        | Командувач Люфтваффе в Центральній Італії | Північна Італія |
| 6 вересня |        | Командувач Люфтваффе в Італії             | Північна Італія |
| 1945      |        |                                           |                 |
| 1 січня   |        | 2-й повітряний флот                       | Північна Італія |

### Склад
| 1 травня 1944       | 1 грудня 1944 |
| ------------------- | ------------- |
| 5-й зенітний полк   |               |
| 131-й зенітний полк |               |
| 137-й зенітний полк |               |
| 149-й зенітний полк |               |